# Lo speziale
Lo speziale (Der Apotheker o El boticario, Hob. 28/3) es una ópera bufa en tres actos compuesta por Joseph Haydn sobre un libretto de Carlo Goldoni, siendo la primera de las tres ocasiones en que ambos trabajarían juntos. Se estrenó en otoño de 1768 en el Castillo de Esterhazy (Eszterháza, actual Hungría).

## Historia
Fue compuesta y representada por vez primera con gran éxito de público y de crítica en Eszterháza en el otoño de 1768, con motivo de la inauguración del teatro del castillo. 
Parte del tercer acto se perdió en un incendio. Hasta nuestros días han llegado el Acto I y el II, así como el final de la ópera y un aria del acto III. Lo speziale, tal y como ha pasado con las otras óperas de Haydn no es muy conocida y se ha representado en muy pocas ocasiones. 

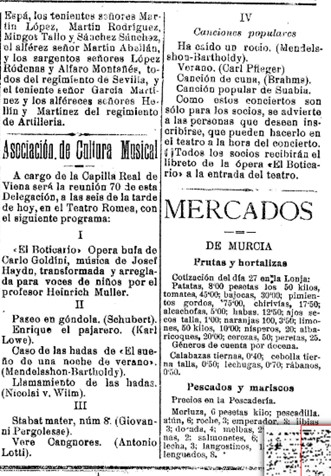
El Liberal: Año XXVIII Número 9395 - 1929 Mayo 28, p. 3 (Biblioteca virtual de prensa histórica)

En 1929 la Capilla Real de Viena la interpretó, en una adaptación para voces infantiles de Heinrich Müller, en la primera parte de los conciertos que ofreció invitada por la Asociación de Cultura Musical en Valladolid, Salamanca, Madrid, Granada, Alcoy, Cartagena, Alicante, Toledo y Lorca, y en las Filarmónicas de Bilbao, Valencia y Palencia.
Posteriormente se estrenó el 28 de diciembre de 1951, en la Associació Musical Estela de Barcelona, cantada en alemán. Esta ópera rara vez se representa en la actualidad; en las estadísticas de Operabase aparece con sólo 5 representaciones en el período 2005-2010.

## Personajes
| Personaje                      | Tesitura                     | Reparto del estreno, 1768 (Director: Joseph Haydn) |
| ------------------------------ | ---------------------------- | -------------------------------------------------- |
| Sempronio, un viejo boticario  | tenor                        | Carlo Friberth                                     |
| Grilletta, pupila de Sempronio | soprano                      | Maddalena Spangler                                 |
| Mengone, aprendiz de Sempronio | tenor                        | Leopoldo Dichtler                                  |
| Volpino, un joven y rico dandi | soprano (papel con calzones) | Barbara Dichtler                                   |

## Instrumentación
La ópera está preparada para dos flautas, dos oboes, dos fagotes, dos trompas, cuerdas y continuo.

## Argumento
Un farmacéutico bastante mayor, Sempronio está determinado a casarse con una joven mujer, Grilletta, más por dinero que por ninguna otra razón. Hasta aquí el argumento recuerda otras óperas de la época como Il barbiere di Siviglia, pero en esta ocasión, no se trata de un triángulo sino de un rectángulo amoroso. Sempronio tiene dos jóvenes rivales, el primero es Mengone, aprendiz de Sempronio que solamente está trabajando con él para poder estar más cerca de Grilletta. El otro es Volpino, un joven rico de la ciudad. La ópera se desarrolla en la farmacia de Sempronio lo que da al compositor alas para escribir originales arias en las que farmacéutico y auxiliar recetan interminables listas de remedios para diversas enfermedades.
Por lo demás la ópera tiene todos los elementos de tradicionales de la época, incluyendo situaciones que dan lugar a equívocos, algún travestido y un lieto fine. Finalmente es Mengone el que consigue casarse con Grilletta.

## Valoración musical
La ópera trata sobre un triángulo amoroso entre el pobre aprendiz Mengone, el dandi rico y seguro de sí mismo Volpino, y la pupila del apotecario local, Grilletta, Lo speziale es una comedia de gran calidez y animación. Lo speziale prefigura a Mozart. Se abre con un aria en la que el aprendiz de apotecario se queja de su trabajo, pareciéndose mucho al aria inicial de Leporello en Don Giovanni. El papel travestido de Volpino recuerda al de Cherubino en Las bodas de Fígaro y el uso por los jóvenes amantes de disfrazarse recuerda a Cosi fan tutte.